# کاریس یونیچف
کاریس یونیچف ( روسی : Харис Харисович Юничев ؛۷ اوت ۱۹۳۱میلادی - ۱۲ فوریه ۲۰۰۶میلادی) اولین مرد شناگر شوروی بود که موفق به کسب مدال المپیک شد .
در بازی های المپیک تابستانی ۱۹۵۶میلادی در ماده ۲۰۰ متر سینه به مقام سوم رسید.  در همان سال او دو رکورد جدید در اروپا ثبت کرد.  یونیچف یک ورزشکار همه کاره بود، او سه عنوان ملی به دست آورد ، دو عنوان در شنای سینه (۱۹۵۱میلادی و ۱۹۵۶میلادی) و یک عنوان قهرمانی در واترپلو (۱۹۵۲میلادی) به دست آورد ،  و همچنین در مسابقات ملی غواصی شرکت کرد. در دهه ۱۹۵۰میلادی او در نیروی هوایی خدمت می کرد و در شهر مسکو آموزش می دید. از سال ۲۰۰۲میلادی ، مسابقات منطقه ای شنا به یاد او در سوچی برگزار می شود.